# George E. Roberts
George Evan Roberts (19 de agosto de 1857 – 6 de junho de 1948) foi o diretor da Casa da Moeda dos Estados Unidos de 1898 a 1907, e novamente de 1910 a 1914.

## Biografia
George E. Roberts nasceu em Colesburg, Iowa, em 19 de agosto de 1857, sendo filho de David e Mary (Harvey) Roberts. Ele foi criado em Condado de Dubuque, Manchester e Fort Dodge.
Roberts começou trabalhando como um aprendiz de impressora no Fort Dodge Times, e mais tarde no jornal Fort Dodge Messenger. Ele foi, brevemente, editor do Sioux City Journal. Em 1878, comprou o Fort Dodge Messenger e serviu como editor. Roberts era um membro ativo do Partido Republicano de Iowa e, em 1883, elegeu-se Tipógrafo do Estado, ocupando este cargo até 1889. Em 1902, ele e um sócio compraram o Iowa State Register e o Des Moines Leader, que fundiram-se para formar o Des Moines Register and Leader.
Como editor de jornal, Roberts estava particularmente interessado em política econômica e monetária. Em 1902, Roberts foi o autor da plataforma do Partido Republicano de Iowa sobre tarifas, que criticou o protecionismo e apoiou a reciprocidade. Em 1898, o secretário do Tesouro dos Estados Unidos, Lyman J. Gage, recomendou que o presidente William McKinley nomeasse Robert como diretor da Casa da Moeda dos Estados Unidos. Ele ocupou este cargo entre fevereiro de 1898 a julho de 1907. Em seguida, tornou-se presidente do Banco Comercial Nacional em Chicago, Illinois. Em 1910, o presidente William Howard Taft nomeou Roberts para um terceiro mandato como Diretor da Casa da Moeda, função que voltou a ocupar entre julho de 1910 a novembro de 1914.
Ao deixar o governo em 1914, Roberts tornou-se assistente do presidente do Citibank, em Nova York. Ele se tornou vice-presidente do banco em 1919, cargo que ocupou até 1931, quando se tornou um dos assessores econômicos da instituição. Roberts morreu em sua casa em Larchmont, Nova York, em 6 de junho de 1948.